# Fosfen
Fosfener kallas de signaler från näthinnans nervceller till syncentrum i hjärnbarken som tolkas av hjärnan som synupplevelser i form av mönster och punkter av ljus, men som inte orsakas av visuellt ljus. De kan produceras genom att nervcellerna aktiveras slumpmässigt (på samma sätt som muskelryckningar) och av flera andra orsaker.
Ett enkelt sätt att framkalla fosfener är att mjukt pressa handflatorna mot stängda ögon under en stund. Olika typer av ljusfenomen kan då framträda, som blir kraftigare ju längre man håller ögonen stängda. Om man befinner sig i mörker och öppnar ögonen blandas fosfenerna upp i det normala synfältet. Fosfener kan också orsakas av mindre vanliga sjukdomar i näthinnan och nervsystemet.
Fosfener är exempel på entoptiska fenomen, dvs. visuella bilder som uppstår internt i det mänskliga synsinnet, och som inte återspeglar omvärlden. Olika typer av hallucinationer är andra exempel på entoptiska upplevelser.
1988 publicerade J. D. Lewis-Williams och T. A. Dowson en artikel om fosfener och andra entoptiska fenomen. De hävdade bland annat att nonfigurativ stenålderskonst återger faktiska upplevelser av fosfener och neurologiska "formkonstanter", troligen förstärkta av hallucinogena droger.